# Inmarsat
Inmarsat is een Brits telecommunicatiebedrijf opgericht in 1979 gespecialiseerd in telecommunicatiesatellieten, oorspronkelijk als een intergouvernementele organisatie. Het had in 2023 vijftien geostationaire telecommunicatiesatellieten en meer dan 31 grondstations.

## Oprichting, splitsing en verkoop
INMARSAT werd in 1979 opgericht om uitvoering te geven aan het in 1976 getekende en in 1979 in werking getreden Verdrag inzake de Internationale Organisatie voor Mobiele Satellieten (IMSO C) van de Internationale Maritieme Organisatie (IMO), gemodelleerd naar de International Telecommunications Satellite Organization (INTELSAT). Het doel was het faciliteren van maritieme noodoproepen en veiligheidsberichten aan boord van schepen via satellietcommunicatie en de naam was aanvankelijk International Maritime Satellite Organization (INMARSAT). Buiten deze noodberichten kon het netwerk ook gebruikt worden voor routinematige communicatie en aangezien noodoproepen niet vaak voorkomen, werd het routinematige verkeer een steeds belangrijker onderdeel.
Met de opkomst van commerciële communicatiesatellieten kwam INMARSAT steeds meer in een ondernemende rol, maar veel lidstaten van de IMO waren niet bereid te investeren om het netwerk concurrerend te houden met die nieuwe commerciële partijen, terwijl INMARSAT niet was opgericht voor dit doel. In 1998 volgde dan ook een amendement van het IMSO-verdrag waarbij het bedrijf opgedeeld werd in een toezichthouder en een privé-onderneming. Dit werd in 1999 uitgevoerd en resulteerde in de International Mobile Satellite Organization (IMSO) als toezichthouder en Inmarsat als uitvoerende partij, die daarbij naast de commerciële diensten de veiligheidstaken van de IMSO uit bleef voeren.
Op 17 juni 2005 kreeg Inmarsat een beursnotering aan de London Stock Exchange. Inmarsat gaf 150 miljoen nieuwe aandelen uit die in totaal £367 miljoen, of US$ 669 miljoen, opbrachten.
In maart 2019 werd bekend dat Inmarsat instemde met een overnamebod van US$ 3,4 miljard van een consortium van twee private equity bedrijven, Apax Partners en Warburg Pincus, en twee Canadese pensioenfondsen Canada Pension Plan Investment Board en Ontario Teachers’ Pension Plan Board. Bij Inmarsat werkten op dat moment zo'n 2000 medewerkers en had 13 satellieten in bedrijf. Na toestemming van de toezichthouders ging de koop door en de beursnotering werd beëindigd op 5 december 2019.

## Diensten

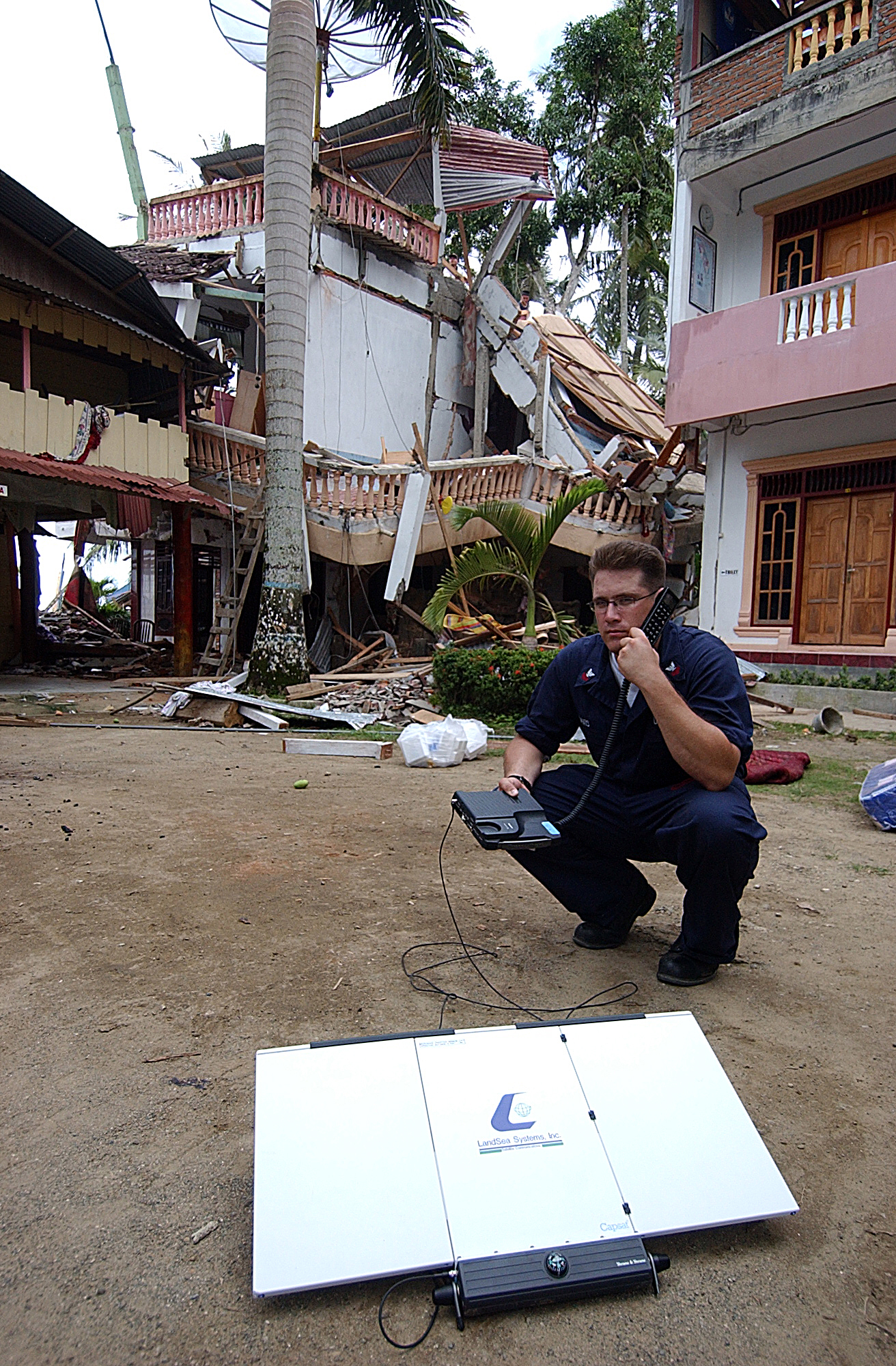
Satelliettelefoon (Inmarsat)

Inmarsat verleent in het grootste deel van de wereld telefonie- en datadiensten aan gebruikers, via speciale digitale radio's. Deze terminals kunnen bijvoorbeeld satelliettelefoons zijn. Een Inmarsat-terminal maakt verbinding met een satelliet en via deze satelliet met een grondstation. Inmarsat verschaft betrouwbare communicatiediensten aan een waaier van overheden, militaire organisaties, hulpinstanties, mediabedrijven en ondernemingen die in afgelegen gebieden moeten communiceren of waar geen betrouwbaar aards netwerk beschikbaar is. Verder wordt Inmarsat door de zeevaart gebruikt.
Inmarsat werkt niet in de buurt van de noordpool of zuidpool. De dekking van de satellieten is gegarandeerd tussen de 76° noorderbreedte en de 76° zuiderbreedte.
Inmarsat levert verschillende diensten van traditionele telefoonverbindingen tot hogesnelheiddataverbindingen. Een van de recentste toepassingen levert een soort van GPRS-verbinding met een snelheid van 144 kbit/s via een satellietmodem ter grootte van een laptopcomputer.
Een Inmarsat-terminal kan gebeld worden zoals een normale telefoon, alleen wordt van een speciaal landnummer gebruikgemaakt:
- 871 Atlantische Oceaan, oost
- 872 Stille Oceaan
- 873 Indische Oceaan
- 874 Atlantische Oceaan, west
- 870 Alle regio's

## Grondstation in Nederland
Een van de grondstations van Inmarsat bevindt zich in het Friese Burum, van waaruit al vijftig jaar satellietcommunicatie wordt aangeboden, voornamelijk voor gebruik in de scheepvaart. Een voorgenomen landelijke uitrol van het 5G-netwerk op 3,5 GHz geeft echter conflicten met de Inmarsat satellietcommunicatie, met als gevolg dat het grondstation naar Griekenland zou moeten worden verplaatst.

## Vergelijkbare diensten
Inmarsat was de eerste organisatie die een wereldwijd systeem voor mobiele communicatie opzette. Initieel was het specifiek bedoeld voor gebruik op zee, maar inmiddels is het ook voor andere doeleinden beschikbaar. Inmiddels zijn er verschillende systemen operationeel voor mobiele satellietcommunicatie, zoals:
- Thuraya – Arabisch systeem, dekking vanaf Azoren in het westen tot +/- 180° Oost.
- Iridium – Amerikaans initiatief, wereldwijde dekking via Low Earth Orbit-satellieten
- Globalstar – ook Amerikaans initiatief, eveneens met LEO-satellieten.